# Яндекс Навигатор
«Яндекс Навигатор» — автомобильное навигационное приложение для мобильных устройств под управлением Android, iOS и мобильных операционных систем семейства Windows, разработанное российской интернет-компанией «Яндекс». Представлено в марте 2012 года. По данным «Яндекса», на август 2018 года «Навигатор» использовали 16 миллионов пользователей в России и более 4 миллионов в странах СНГ и Турции.

## История
«Яндекс» выпустил навигационное приложение для автомобилей 13 марта 2012 года. «Навигатор» охватывал всю территорию России и Украины (против Москвы и Подмосковья у конкурирующих «Карт Google») и был доступен на устройствах под управлением Android и iOS. В течение 2012 года в «Навигаторе» появились голосовое управление и офлайн-карты, отсутствие которых технологическая пресса считала его главными недостатками. По итогам года украинский IT-ресурс itc.ua присвоил ему звание лучшего программного продукта года в категории мобильных карт и навигации. В марте 2013 года «Навигатор» вошёл в подборку 100 лучших iOS-приложений по версии «Техноблога Коммерсантъ», а в ноябре был включён в список 10 приложений с наибольшей суточной аудиторией в Москве по данным исследования TNS Russia. В этом рейтинге приложение «Яндекса» оказалось единственным навигационным приложением. В 2014 году «Навигатор» был удостоен альтернативной Антипремии Рунета в категории «Здоровье и отдых», награда в которой вручается «ярким проектам, связанным с досугом, отдыхом и весёлым образом жизни».
На август 2018 года «Навигатор» использовали, по данным «Яндекса», 16 миллионов пользователей в России и более четырёх миллионов в странах СНГ и Турции. Компания оценивала, что среди использующих мобильную навигацию 60 % выбирают «Навигатор». Тогда же «Яндекс» выделил геосервисы — «Навигатор», «Карты», мультимедийную платформу для автомобилей «Яндекс.Авто» и технологическую платформу для связанных с транспортом и логистикой бизнесов «Яндекс Маршрутизация» — в отдельное бизнес-направление.

## Функциональность

### Навигация
«Навигатор» выстроен на технологической основе «Яндекс Карт», поддерживает отображение схематической и спутниковой карт. Обновлённый летом 2018 года интерфейс спроектирован вокруг «принципа контекстности», чтобы показывать водителю только актуальную информацию и минимизировать сложности ориентирования по карте. Так, по ходу движения с экрана пропадают кнопки управления и возвращаются при прикосновению к экрану. Информационная панель, прежде закреплённая в верхней части экрана, была убрана, и её элементы в новом интерфейсе наслаиваются прямо на карту маршрута. Разработчики тестируют механику, когда «Навигатор» изменяет сами карты: скрывая лишние объекты, затемняя ненужные съезды или подсвечивая здания-ориентиры.
Приложение может строить маршруты до конкретного адреса или места назначения из тематических категорий: заведений общественного питания и баров, магазинов и аптек, АЗС и прочих. На 2018 год «Навигатор» поддерживал прокладку автомобильных маршрутов по всему миру, обеспечивая наиболее точное планирование пути по России, Абхазии, Азербайджану, Армении, Беларуси, Грузии, Казахстану, Кыргызстану, Молдове, Таджикистану, Турции, Узбекистану и Украине, странам Прибалтики и Сербии.
При планировании маршрута «Навигатор» перебирает различные варианты, и, учитывая пробки и перекрытия, в том числе скорость разных потоков на магистралях, предлагает оптимальный по времени путь, а также ещё пару альтернативных маршрутов. В дальнейшем система постоянно делает переоценку дорожной ситуации, отрисовывает на карте альтернативные маршруты с оценкой времени и предлагает водителю новый маршрут, если экономия времени составляет больше пяти минут В ходе поездки приложение подсказывает водителю предстоящие манёвры, оповещает о превышении предельно допустимой скорости на данном участке, приближении к камерам ГИБДД, дорожным работам и авариям, указывая их ряд.
По умолчанию приложение работает в онлайн-режиме, подгружая необходимые фрагменты карты. Пользователь может заранее загрузить необходимые карты для экономии трафика и для навигации в офлайн-режиме. «Навигатор», как и «Карты», получает информацию о местоположении от мобильного устройства пользователя. Сопоставляя поступающие раз в секунду координаты, встроенный алгоритм привязывает точки к дороге и показывает на экране плавное движение автомобиля.
Оценивать пробки «Яндексу» помогают сами пользователи — «Навигатор» и «Карты» во время использования передают анонимную информацию о перемещениях, которая в дальнейшем централизованно обрабатывается на серверах компании, чтобы получить карту пробок, которая отсылается обратно на устройства. Массивы накопленных данных позволяют не только учитывать текущие пробки, но и благодаря машинному обучению предвидеть развитие дорожной ситуации, опираясь на исторические данные о пробках и их развитии.
Для обмена информацией между участниками дорожного движения в приложении предусмотрены метки, которыми водители могут обозначить аварию или дорожные работы. Для неформального обсуждения дорожной ситуации была введена метка «Разговорчики». Благодаря этой функции во время пробок «Навигатор» работает как своеобразная социальная сеть.

#### Парковки
В октябре 2016 года в «Навигаторе» появилась карта парковок Москвы, основанная на информации официального сайта мэра столицы, собственной базы организаций, «Народной карты» и «Яндекс Панорам». К весне 2017 года в приложении появились карты парковок Санкт-Петербурга, Краснодара, Нижнего Новгорода, Екатеринбурга, Казани, Новосибирска, Минска, Анкары и Стамбула. С обновлением в апреле 2017 года в «Навигаторе» появился режим поиска парковочных мест, в котором приложение строило маршрут через платные и бесплатные парковки, расположенные в шаговой доступности от места назначения. В феврале 2018 в «Навигаторе» появилась возможность оплатить парковку (на тот момент — в Москве). Тогда же стало известно, что отдельное приложение «Яндекс Парковки» перестанет существовать и его возможности останутся в «Навигаторе».

### Голосовое управление
Голосовое управление было введено в бета-версии «Навигатора» в ноябре 2012 года на уровне голосового ввода места назначения (адреса или названия объекта на карте), выбора предварительно сохранённого адреса и установления меток на карте. В сентябре 2015 года в новой версии «Навигатора» появилась голосовая активация по слову «Яндекс», и приложение научилось понимать сложные команды. В мае 2018 года «Яндекс» внедрил в «Навигатор» виртуального голосового помощника «Алису», благодаря чему возможности голосового управления были существенно расширены. «Алиса» может находить ближайшие магазины, парковки, АЗС и другие объекты, строить маршрут до них, сообщать о дорожной ситуации и прогнозировать продолжительность пробок, искать информацию по запросу водителя, запускать встроенные голосовые игры и общаться с водителем на отвлечённые темы в режиме «болталки». По данным компании, на август 2018 года голосовое управление используют около половины пользователей «Навигатора».

### Озвучивание и оформление
В настройках «Навигатора» пользователь может выбрать озвучивание стандартными мужским или женским голосом (Дмитрий Градов, диктор с телеканала «Звезда», и Оксана Мандрыка, киевский менеджер Яндекса), системным синтезированным голосом, голосом «Алисы» и варианты озвучивания голосами знаменитостей или выдуманных персонажей. Первое альтернативное озвучивание появилось в августе 2016: накануне Летних Олимпийских игр 2016 года в Рио-де-Жанейро «Навигатор» заговорил голосом телекомментатора Василия Уткина. Первым опытом использования озвучивания «Навигатора» для промо-кампании стало сотрудничество с создателями фильма «Притяжение», в рамках которого в приложении в декабре 2016 появилось озвучивание голосом режиссёра киноленты Фёдора Бондарчука. В мае 2017 года накануне премьеры фильма «Трансформеры: Последний рыцарь» в «Навигаторе» появилась возможность заменить стандартное озвучивание на голос Оптимуса Прайма, а иконку автомобиля — на изображение автобота Бамблби. В сентябре того же года появилось озвучивание от рэпера Басты, в октябре для приложения записали голос стэндап-комика Гарика Харламова. В ноябре 2017 к премьере «Звёздных войн: Пробуждение силы» в приложении появились озвучивания голосами Магистра Йоды и Дарта Вейдера. Ко Дню защитника Отечества в феврале 2018 года «Яндекс» совместно с компанией Wargaming временно добавил в приложение озвучивание голосом актёра Владимира Машкова и возможность заменить иконку автомобиля на изображение одного из 5 танков: Т-34-85, ИС-3, AMX 50, M41 Walker Bulldog или Churchill 1. В августе 2018 года в рамках маркетинговой интеграции Российского футбольного союза «Навигатор» получил озвучивание голосом нападающего сборной России по футболу на чемпионате мира 2018 года Артёма Дзюбы.
Оксана Мандрыка стала голосом Навигатора, не будучи профессионалом в озвучке. По её словам, голоса профессионалок были слишком постановочными: «Им хотелось живой, человеческий голос, с обычными интонациями, как у друга».

## Коммерческое использование
Как и другие навигационные сервисы «Яндекса», «Навигатор» бесплатен для пользователей, но с 2017 года компания экспериментировала с его коммерциализацией для транспортных, курьерских и логистических компаний. В апреле 2017 года «Навигатор» начал учитывать количество переходов по deeplink-ссылкам на маршрут, использование которых характерно для таксистов и курьеров. Позднее в сентябре система маршрутизации была представлена как самостоятельная платформа «Яндекс Маршрутизация», ориентированная на коммерческих пользователей.

## Критика
В 2015 году пользователем навигатора было обнаружено, что приложение записывает через микрофон всё происходящее вокруг, используя при этом память мобильного устройства.
Также пользователи обвиняют «Яндекс Навигатор» в создании массовых пробок. Они утверждают, что вместо того чтобы строить быстрый маршрут, приложение распределяет трафик равномерно по городским улицам, а точнее по пробкам. Многие связывают такой алгоритм работы приложения сотрудничеством «Яндекса» с Правительством Москвы в рамках регулировки движения на улицах столицы.
Яндекс участвовал в разгоне онлайн-митинга в Ростове-на-Дону, граждане которого выразили недовольство очередями на выдачу спецпропусков во время карантина в приложениях «Яндекс Карты» и «Яндекс Навигатор». Через функцию «Разговорчики» пользователи ставили метки и писали комментарии рядом с участком здания правительства региона. Всего в акции участвовали более тысячи ростовчан. Они стали требовать введения в России режима ЧП, прямых денежных выплат и финансовой помощи безработным. Такие комментарии удаляли сотрудники Яндекса, объясняя это тем, что приложения созданы для обсуждения водителями дорожной обстановки.